# Nadwiślan Góra
Nadwiślan Góra – polski klub piłkarski z siedzibą we wsi Góra w województwie śląskim.

## Sukcesy
- 10. miejsce w II lidze: 2014/2015[1]

## Historia nazwy klubu
- 1956-1973: LZS Góra
- 1973-1989: LZS Strażak Góra
- 1989-1996: LZS Nadwiślan Góra
- od 1996: LKS Nadwiślan Góra